# William Davids
William Davids (Londres, 20 de enero de 1885 - Ámsterdam, 22 de marzo de 1920), hispanista holandés.
Escribió Verslag van een onderzoek betreffende de betrekkingen tusschen de Nederlandsche en de Spaansche letterkunde in de 16-18 eeuw (Gravenhague: Martinus Nyhoff, 1918), un estudio de la influencia de las letras del Siglo de Oro español en la literatura holandesa.
- Datos: Q6167598